# دایان اینگلیش
دایان اینگلیش (انگلیسی: Diane English؛ زادهٔ ۱۸ مهٔ ۱۹۴۸ ‏(۷۶ سال)) فیلم‌نامه‌نویس، و کارگردان فیلم اهل ایالات متحده آمریکا است.
وی همچنین برندهٔ جوایزی همچون جایزه امی ساعات پربیننده شده‌است.